# Arly
Arly este un râu din Franța care traversează succesiv departamentele Haute-Savoie și Savoie, în regiunea Auvergne-Rhône-Alpes.
Afluent al Isère, Arly este, prin urmare, un subafluent al fluviului Rhône.

## Geografie
Arly ia naștere în aval de localitatea Megève, la confluența apelor a două pâraie: pârâul Planay și pârâul Glapet, ambele izvorând de pe versantul nordic al Mont Joly și al Aiguille Croche, în amonte de Plan Joux.
Cursul său urmează apoi teritoriul comunei Praz-sur-Arly, traversează limita dintre Savoie și Haute-Savoie în locul numit Panloup, continuă prin Flumet, unde primește apele râului Arrondine, iar mai jos ale râului Flon, apoi străbate barajul Mottets spre Ugine. Aici își schimbă direcția către sud, după confluența cu râul Chaise, trece prin comuna Marthod, apoi primește apele Doronului de Beaufort înainte de a se vărsa în Isère.
Defileele Arly, foarte adânci și întunecate, sunt renumite pentru drumul RD 1212 (fosta RN 212) care le străbate și care este închis aproape la fel de des pe cât este deschis, din cauza frecvenței alunecărilor de teren. Un drum de ocolire, folosit odinioară de trăsuri, dar incomod, trece pe versantul nordic al defileului, prin cătunele Rafforts și fosta comună Héry-sur-Ugine.
Având o lungime de 32,1 km, Arly se varsă pe malul drept al Isèrei, la Albertville.

### Comune și cantoane traversate
În cele două departamente Savoie și Haute-Savoie, Arly traversează paisprezece comune, în patru cantoane, de la izvor spre vărsare: Megève, Praz-sur-Arly, Flumet, Notre-Dame-de-Bellecombe, Saint-Nicolas-la-Chapelle, Crest-Voland, Cohennoz, Ugine, Marthod, Thénésol, Césarches, Pallud, Albertville și Grignon (la confluență).
În ceea ce privește împărțirea administrativă pe cantoane, Arly își are izvorul în cantonul Sallanches, traversează cantonul Ugine, cantonul Albertville-Nord și se varsă în cantonul Albertville-Sud, toate acestea aflându-se în cele două arondismente Bonneville și Albertville, precum și în cele două intercomunalități: Comunitatea de comune Pays du Mont-Blanc și Comunitatea de aglomerație Arlysère.

### Toponim
Arly a dat hidronimul său comunei Praz-sur-Arly și, indirect, comunității de aglomerație Arlysère.

### Bazin hidrografic
Arly traversează patru zone hidrografice: „Arly de la Chaise inclus în Doron” (W042), „Arly de la Doron inclus în Isère” (W043), „Arly de la Arrondine inclus în Chaise” (W041) și „Arly de la izvor până la Arrondine” (W040), având o suprafață totală de 648 km². Acest bazin hidrografic este alcătuit în proporție de 82,10% din „păduri și medii seminaturale”, 14,24% din „terenuri agricole”, 2,98% din „terenuri artificializate” și 0,72% din „suprafețe acvatice”.

### Organism de gestionare
Organismul responsabil de administrare este SMBVA, sau Sindicatul mixt al bazinului hidrografic Arly.

## Afluenți

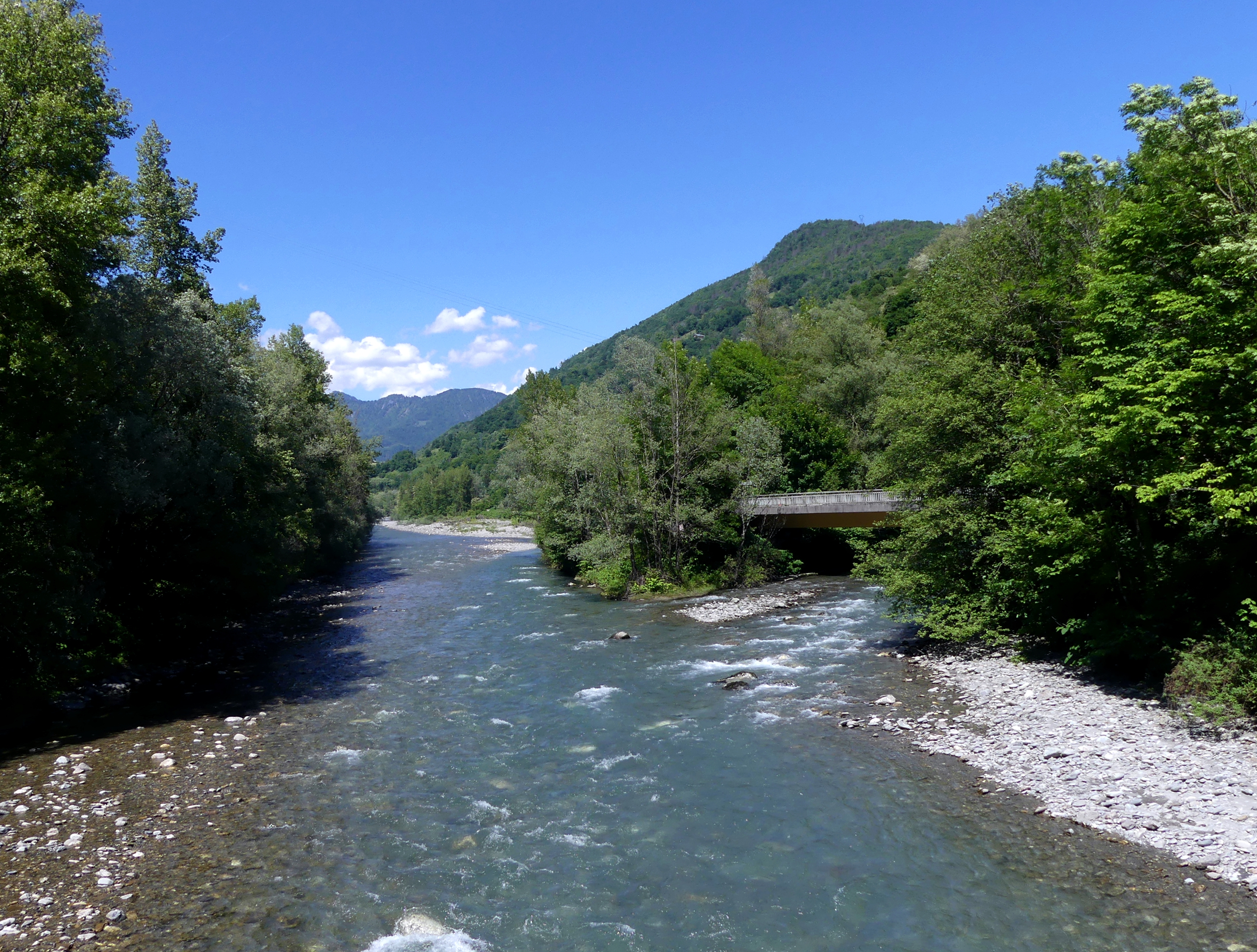
Confluență cu Doron de Beaufort.

Arly are douăzeci și unu de afluenți înregistrați, dintre care trei au o lungime mai mare de zece kilometri:
- Arrondine[1] (dreapta) 13,2 km, cu opt afluenți și rang Strahler trei, care curge din Plan de la Giettaz și din Pasul Aravis;
- Chaise[3] (dreapta) 23,7 km, cu cinci afluenți, care își are izvorul lângă Faverges;
- Doron de Beaufort[4] (stânga) 24,7 km, cu șaptesprezece afluenți, dintre care Argentine – de rang Strahler patru – și unul de rang Strahler cinci provenit din apele lacului barajului Roselend.

Alți afluenți sunt:
- pârâul (torrent) Planay (stânga), cu doi afluenți și rang Strahler trei;
- Glapet (stânga) 8,5 km, cu trei afluenți și rang Strahler trei;
- Foron (dreapta);
- pârâul Pautrait (dreapta);
- pârâul Cassioz (stânga);
- pârâul Varins (stânga);
- pârâul Praz (dreapta);
- pârâul Berrier (stânga);
- pârâul Jorrax (dreapta);
- pârâul (torrent) Nant Rouge (stânga), cu doi afluenți și rang Strahler trei;
- Flon (dreapta) 5,9 km, cu un singur afluent;
- pârâul (torrent) Nant du Moulin (stânga);
- pârâul Nant des Fattes (stânga), cu un singur afluent;
- pârâul Meuneray (dreapta), cu un singur afluent;
- pârâul (torrent) Nant Cortet (stânga);
- pârâul Nant de Boulot (stânga);
- pârâul Nant de Bange (dreapta);
- canalul Lallier.

### Rang de Strahler
Astfel, rangul Strahler al Arly este șase prin Doron de Beaufort.

## Etimologie
Asemenea multor hidronime care încep cu Ar- (Arve, Arrondine etc.), originea numelui Arly este necunoscută, dar aparține perioadei preceltice — adică, în lipsa unor informații mai precise, este de origine ligură sau chiar mai veche.
Hidronimul Arly pare să derive, potrivit lui Charles Marteaux (1861-1956), din denumirea unui domeniu galo-roman și a proprietarului acestuia, în acest caz Arilus, un patronimic de origine galică sau, conform canonicului Gros, din Arelia, forma feminină a lui Arelius. Potrivit canonicului Gros, vila ar fi putut fi situată în zona localității L’Hôpital.
La Megève a existat odinioară o zonă mlăștinoasă numită „arly”, considerată a fi izvorul râului Arly.